# Seis Triple Ocho
Seis Triple Ocho (título original en inglés: The Six Triple Eight) es una película de drama bélico estadounidense de 2024 escrita y dirigida por Tyler Perry, sobre el 6888th Central Postal Directory Battalion, un batallón compuesto exclusivamente por mujeres negras, en la Segunda Guerra Mundial. La película cuenta con un reparto que incluye a Kerry Washington, Ebony Obsidian, Milauna Jackson, Kylie Jefferson, Shanice Shantay, Sarah Jeffery, Pepi Sonuga, Moriah Brown, Gregg Sulkin, Susan Sarandon, Dean Norris, Sam Waterston y Oprah Winfrey.
The Six Triple Eight se estrenó en cines selectos el 6 de diciembre de 2024, antes de su debut en streaming por Netflix el 20 de diciembre de 2024.

## Sinopsis
La película está basada en el artículo de la revista WWII History de 2019, "Fighting a Two-Front War", de Kevin M. Hymel sobre las contribuciones del 6888th Central Postal Directory Battalion, un batallón totalmente negro y femenino, en la Segunda Guerra Mundial. 
855 mujeres se unieron a la guerra para solucionar el retraso de tres años de correo no entregado a los soldados. Enfrentadas a la discriminación y a un país devastado por la guerra, lograron clasificar más de 17 millones de envíos de correo. Durante el apogeo del conflicto en la Segunda Guerra Mundial alrededor de 1943, las dificultades llevaron a un cambio de prioridades, y gran parte del correo que antes llegaba a los soldados en las líneas del frente se detuvo. A medida que los almacenes comienzan a desbordarse con entregas no realizadas, las esperanzas de los soldados se ven afectadas al perder el contacto con sus familias en casa. Para solucionar este problema, el 6888.º Batallón, el batallón completamente negro del Cuerpo de Mujeres del Ejército, que incluye a más de 800 soldados mujeres, es enviado para enfrentarse al desafío imposible de clasificar años de correo atrasado. Incluso cuando los altos mandos militares esperan que el plan fracase, las Seis Triple Ocho están decididas a llevar esperanza a los soldados y sus familias en todo el mundo.

## Elenco
- Kerry Washington como la mayor Charity Adams
- Ebony Obsidian como Lena Derriecott King
- Dean Norris como el general Halt
- Sam Waterston como Franklin Roosevelt
- Oprah Winfrey como Mary McLeod Bethune
- Susan Sarandon como Eleanor Roosevelt
- Milauna Jackson como el capitá Campbell
- Kylie Jefferson como Bernice Baker
- Shanice Shantay como Johnnie Mae
- Sarah Jeffery como Dolores Washington
- Pepi Sonuga como Elaine White
- Jay Reeves como el soldado Hugh Bell
- Jeanté Godlock como Vera
- Moriah Brown como Inez
- Gregg Sulkin como Abram David
- Donna Biscoe como Emma Derriecott
- Baadja-Lyne Odums como Susie
- Jeffery Thomas Johnson como el coronel Davenport

## Producción
En diciembre de 2022 se anunció que Tyler Perry escribiría y dirigiría la película Six Triple Eight para Netflix. La película está basada en el artículo del historiador Kevin M. Hymel, "Fighting a Two-Front War", publicado en la edición de febrero de 2019 de la revista WWII History. En enero de 2023, se anunció el elenco, que incluye a Kerry Washington, Sam Waterston, Susan Sarandon y Oprah Winfrey, y Washington también se unió como productor ejecutivo.
El rodaje comenzó el 17 de enero de 2023 en Atlanta. La producción también tuvo lugar en Little Germany, Bradford y en el Museo Imperial de la Guerra de Duxford en febrero. El rodaje tuvo lugar en Cedartown, Georgia, el 28 de marzo de 2023.

## Estreno
En febrero de 2024, se informó que Six Triple Eight sería parte del calendario de lanzamientos de Netflix para 2024, con una fecha específica aún por anunciar. En agosto de 2024, se anunció que la película, ahora titulada The Six Triple Eight, se estrenaría en un estreno limitado en cines el 6 de diciembre de 2024, con un lanzamiento en streaming dos semanas después, el 20 de diciembre, en Netflix.

## Recepción

### Recepción de la crítica
The Six Triple Eight recibió críticas mixtas de los críticos. En el sitio web de reseñas Rotten Tomatoes, el 64% de las reseñas de 14 críticos son positivas, con una calificación promedio de 5.5/10.
El crítico de cine Peter Debruge de Variety le dio una reseña positiva, escribiendo: "The Six Triple Eight le da a Perry su mejor y más sustancial película hasta la fecha (solo el melodrama de conjunto de 2010 For Colored Girls se acerca)..." La película cuenta con un elenco lo suficientemente grande como para lanzar una docena de carreras, y aun así, hay una actuación que sobresale por encima de las demás: la poderosa interpretación de Washington como Adams, que se defiende frente a oficiales blancos arrogantes."  Frank Scheck de The Hollywood Reporter también le dio una crítica positiva, elogiando las actuaciones de Obsidian y Washington. Jesse Hassenger de The Guardian le dio 2/5 estrellas, escribiendo: "Kerry Washington se excede en la aburrida oda del escritor y director a un batallón de mujeres en la Segunda Guerra Mundial que merecen mucho más".

### Reconocimientos
| Premio                                        | Fecha de ceremonia      | Categoría                                                                       | Receptor                                          | Resultado | Ref.   |
| --------------------------------------------- | ----------------------- | ------------------------------------------------------------------------------- | ------------------------------------------------- | --------- | ------ |
| Premios Óscar                                 | 2 de marzo de 2025      | Best Original Song                                                              | "The Journey" – Diane Warren                      | Pendiente | [ 17 ] |
| Asociación de Críticos de Cine Afroamericanos | 19 de febrero de 2025   | Beacon Award                                                                    | Nicole Avant                                      | Pendiente | [ 19 ] |
| Premios Black Reel                            | 10 de febrero de 2025   | Outstanding Lead Performance                                                    | Kerry Washington                                  | Pendiente | [ 20 ] |
| Premios Black Reel                            | 10 de febrero de 2025   | Outstanding Original Song                                                       | "The Journey" – Diane Warren; Performed by H.E.R. | Pendiente | [ 20 ] |
| Celebration of Cinema and Television          | 9 de diciembre de 2024  | Icon Award                                                                      | Tyler Perry                                       | Ganador   | [ 21 ] |
| Hollywood Music in Media Awards               | 20 de noviembre de 2024 | Original Score – Feature Film                                                   | Aaron Zigman                                      | Nominado  | [ 22 ] |
| Hollywood Music in Media Awards               | 20 de noviembre de 2024 | Best Original Song – Feature Film                                               | "The Journey" – Diane Warren; Performed by H.E.R. | Ganador   | [ 22 ] |
| Premios NAACP Image                           | 22 de febrero de 2025   | Outstanding Motion Picture                                                      | The Six Triple Eight                              | Pendiente | [ 23 ] |
| Premios NAACP Image                           | 22 de febrero de 2025   | Outstanding Actress in a Motion Picture                                         | Kerry Washington                                  | Pendiente | [ 23 ] |
| Premios NAACP Image                           | 22 de febrero de 2025   | Outstanding Supporting Actress in a Motion Picture                              | Ebony Obsidian                                    | Pendiente | [ 23 ] |
| Premios NAACP Image                           | 22 de febrero de 2025   | Outstanding Breakthrough Performance in a Motion Picture                        | Ebony Obsidian                                    | Pendiente | [ 23 ] |
| Premios NAACP Image                           | 22 de febrero de 2025   | Outstanding Ensemble Cast in a Motion Picture                                   | The cast of The Six Triple Eight                  | Pendiente | [ 23 ] |
| Premios Satellite                             | 26 de enero de 2025     | Best Original Song                                                              | "The Journey" – Diane Warren                      | Nominado  | [ 24 ] |
| Society of Composers & Lyricists Awards       | 12 de febrero de 2025   | Outstanding Original Song for a Dramatic or Documentary Visual Media Production | "The Journey" – Diane Warren                      | Pendiente | [ 25 ] |